# The Mathematical Intelligencer

The Mathematical Intelligencer est une revue mathématique publiée par Springer Verlag.

## Mathematical Conversations
Dans le livre Mathematical Conversations, publié par Springer Verlag en 2000, Robin Wilson et Jeremy Gray ont sélectionné vingt articles tirés de la revue, de 1980 à 2000, et les ont organisés en sept parties :
1. Interviews et mémoires
2. Algèbre et théorie des nombres
3. Analyse
4. Mathématiques appliquées
5. Modèles
6. Géométrie et topologie
7. Histoire des mathématiques

Le livre semble avoir été aussi bien une collection du meilleur de ce que le journal pouvait offrir aux collectionneurs, qu'une introduction à la revue pour de nouveaux lecteurs.